# Hopleidos lineolatus
Hopleidos lineolatus är en skalbaggsart som beskrevs av Marc Lacroix 1998. Hopleidos lineolatus ingår i släktet Hopleidos och familjen Melolonthidae. Inga underarter finns listade i Catalogue of Life.